# Atigun Pass
Der Atigun Pass ist ein 1415 m hoher Gebirgspass in der Brookskette zwischen den Endicott Mountains im Westen und den Philip Smith Mountains im Osten. 
Er liegt im North Slope Borough des US-Bundesstaats Alaska, wenige Kilometer nördlich der Grenze zum Yukon-Koyukuk Census Area. 
Als einziger Pass der Brookskette wird der Atigun von einer Straße, dem Dalton Highway (Alaska Route 11) von Fairbanks nach Prudhoe Bay an der Beaufortsee, überquert. Er ist der höchste Pass Alaskas, der ganzjährig befahrbar gehalten wird.
Der Atigun Pass ist Teil der nordamerikanischen kontinentalen Wasserscheide, die die Einzugsgebiete von Pazifischem und Arktischem Ozean trennt.
Östlich des Passes beginnt das Arctic National Wildlife Refuge, westlich liegt der Gates-of-the-Arctic-Nationalpark.